# Melandrya rufipes
Melandrya rufipes là một loài bọ cánh cứng trong họ Melandryidae. Loài này được Gebler miêu tả khoa học năm 1830.